# THURSDAY'S YOUTH
THURSDAY'S YOUTH（サーズデイズ ユース）は、日本のロックバンド。

## メンバー
- 篠山浩生（しのやま こうせい） -  ボーカル、ギター担当
- 菊地玄（きくち はじめ） - ギター担当
- 板橋裕周（いたばし ひろちか） - ドラム担当

### サポートメンバー
- コレナガリョウスケ - ベース担当

2019年10月7日のライブより参加。

### 元メンバー
- 須田悠希（すだ ゆうき） - ベース担当

2019年10月6日のワンマンライブを以て脱退。

## 来歴
2017年
- 3月9日 - ワンマンライブ「木曜日の憂鬱」[2]にて、4人組バンド「THURSDAY'S YOUTH」として活動すること、6月に東名阪ツアーを行うことを発表[3]併せて新曲「さよなら」のミュージックビデオを公開した。
- 4月12日 - タワーレコード渋谷店、タワーレコード新宿店限定で100円シングル「さよなら」を緊急発売。
- 4月22日 - シークレットワンマンライブ「DayUse」を下北沢ERAで開催。[4]
- 6月7日 - 1st EP 「さよなら、はなやぐロックスター」発売。
- 6月11日～25日 - 1st ライブツアー「I can't be your rock star」を大阪・名古屋・東京の3都市で開催。
- 11月29日 - 1st アルバム『東京、這う廊』をリリース。
- 11月30日～2018年2月3日 - 2nd ライブツアー「rain, rain, rain,」を10都市11公演開催。

2018年
- 3月10日 - 1周年アコースティックワンマンライブ 『THURSDAY'S YOUTH 1st anniversary acoustic live「TOKYO, how low?」』を恵比寿天窓.switchで開催。

## ディスコグラフィー

### 配信限定シングル
| 発売日         | タイトル          |
| -------------- | ----------------- |
| 2019年1月26日  | なかまはずれ      |
| 2020年2月22日  | 日向のにおい      |
| 2022年10月30日 | Maybe, Right Now. |
| 2023年12月21日 | Ghost             |
| 2024年3月8日   | Ripple            |
| 2024年7月19日  | Steal             |
| 2024年9月6日   | Summer            |

## ミュージックビデオ
| 監督                                   | 曲名                                 |
| -------------------------------------- | ------------------------------------ |
| 不明                                   | 「さよなら」                         |
| はまいばひろや                         | 「はなやぐロックスター」             |
| 丸山太郎                               | 「Drowsy」                           |
| 小嶋貴之 イラストレーション 篠崎理一郎 | 「東京」                             |
|                                        | 「天国が見えたら」                   |
|                                        | 「なかまはずれ」                     |
|                                        | 「ソングライター」                   |
|                                        | 「花と命」                           |
|                                        | 「花の枯らし方」                     |
|                                        | 「独り言」                           |
|                                        | 「日向のにおい」                     |
|                                        | 「Maybe, Right Now.」                |
|                                        | 「花の枯らし方 (6 Bagatelles ver.)」 |

## 主なライブ

### ツアー
- 2017年06月11日～2017年06月25日 - THURSDAY'S YOUTH 1st live tour「I can't be your rock star」
- 2017年11月30日～2018年02月03日 - THURSDAY'S YOUTH 2nd live tour「rain, rain, rain,」

### ワンマンライブ
- 2017年03月09日 - 「木曜日の憂鬱」
- 2017年04月22日 - 「DayUse」
- THURSDAY'S YOUTH 1st live tour「I can't be your rock star」

2017年06月11日 - 大阪
2017年06月16日 - 名古屋
2017年06月25日 - 東京
- THURSDAY'S 2nd live tour「rain, rain, rain,」

2017年11月30日 - 「rain, rain, rain, day0 ～木曜日の憂鬱～」 東京
2017年12月03日 - 「rain, rain, rain, day1」 新潟
2017年12月16日 - 「rain, rain, rain, day2」 高松
2017年12月17日 - 「rain, rain, rain, day3」 岡山
2018年01月06日 - 「rain, rain, rain, day4」 仙台
2018年01月08日 - 「rain, rain, rain, day5」 札幌
2018年01月13日 - 「rain, rain, rain, day6」 大阪
2018年01月14日 - 「rain, rain, rain, day7」 名古屋
2018年01月27日 - 「rain, rain, rain, day8」 広島
2018年01月28日 - 「rain, rain, rain, day9」 福岡
2018年02月03日 - 「rain, rain, rain, day10」 東京
- 2018年03月10日 - THURSDAY'S YOUTH 1st anniversary acoustic live「TOKYO, how low?」

## Suck a Stew Dry
この節ではメンバー4人が在籍し、2016年12月に活動休止した5人組バンド、Suck a Stew Dry（サック ア ステュー ドライ）について記述する。
メンバー

名前の表記は活動休止時点のもの。
- 篠山コウセイ -  ボーカル、ギター担当
- ハジオキクチ - ギター、コーラス担当[7]
- イタバシヒロチカ - ドラム担当
- スダユウキ -  ベース担当[8]

元メンバー

- フセタツアキ -  ギター、コーラス担当

Suck a Stew Dryを結成する前から「布施 達暁」としてボーカル＆ギターを務めていたヨルニトケルの活動に専念することを理由に2016年12月7日のライブを以って脱退。
- モウリスグル -  ベース担当　2012年12月7日脱退[10]

来歴

2009年
- 11月[11] - キクチが大学内のサークルで出会った篠山を誘ったことがきっかけで「Suck a Stew Dry」を結成。

2010年
- 05月18日 - 新宿MARZで初ライブ。活動を開始する。
- 06月 - ロッキング・オンの音楽情報サイト「RO69」のアマチュア・アーティスト・コンテスト「RO69JACK 2010」入賞。

2011年
- 04月03日 - 初の自主企画[人間遊び Case:01]を開催。
- 11月16日 - 1stミニアルバム『人間遊び』をリリース。
- 12月03日 - 2回目の自主企画[人間遊び Case:02]を開催。

2012年
- 02月05日 - 初の全国ツアー『「人間遊び」リリースツアー2012』開始。
- 03月04日 - 全国ツアーファイナルとして、自主企画[人間遊び Case:03]を開催。
- 07月28日 - 渋谷club乙で初ワンマンライブ[ひとりごと]を開催。
- 09月01日 - 初ワンマンライブのアフターパーティー、Suck a Stew Dry presents Extra [距離感の部屋 101]を開催。[12]
- 10月17日 - 2ndミニアルバム『ラブレスレター』をリリース。
- 10月28日 - 『「ラブレスレター」リリースツアー2012』開始。
- 12月07日 - ツアーファイナルとなる2度目のワンマンライブでベース・モウリスグルが脱退。[10]

2013年
- 02月03日 - ワンマンライブのアフターパーティー、Suck a Stew Dry presents Extra [距離感の部屋 201]を開催。[12]
- 02月05日 - 『「ラブレスレター」リリースツアー2013』開始。
- 04月13日 - ツアーファイナルとしてワンマンライブ開催。サポートとして参加していたベース・　スダユウキの正式加入を発表。[8]
- 08月30日～09月08日 - 初の東名阪ツアーイベント[Colorful Lives]を開催。
- 09月26日 - [Colorful Lives]のアフターパーティー、Suck a Stew Dry presents Extra [距離感の部屋301]を開催。
- 11月20日 - 1stEP「世界に一人ぼっち」をリリース。
- 12月15日 - 全国ツアー「Find Your SOS Tour」開始。

2014年
- 01月25日 - 全国ツアーのファイナルとしてワンマンライブ「Find your SOS Tour TOKYO Final」開催。
- 02月11日 - ワンマンライブのアフターパーティー、Suck a Stew Dry presents Extra [距離感の部屋401]を開催。
- 07月09日 - 2ndEP「アイドントラブユー」を生産枚数限定でリリース。「Anti Pleasure～快楽主義者の憂鬱～」が音楽シミュレーションゲーム「GITADORA OverDrive」に収録される。
- 07月19日 - ここまでの復習として、1stミニアルバム『人間遊び』、2ndミニアルバム『ラブレスレター』に収録されている全曲を演奏するワンマンライブ「サックア復習ドライ」を開催。
- 07月20日 - 1stフルアルバムの予習として、1stEP「世界に一人ぼっち」(「Payment」「毒ガスと花束」を除く)、2ndEP「アイドントラブユー」、1stフルアルバム『ジブンセンキ』に収録されている全曲を演奏するワンマンライブ「サックア予習ドライ」を開催。
- 09月03日 - 1stフルアルバム『ジブンセンキ』をリリース。
- 09月09日～11月11日 - 対バン形式の全国ツアー「僕らのジブンセンキツアー2014」を行う。
- 11月09日～11月24日 - 初の東名阪ワンマンツアー「僕らのジブンセンキ ワンマンツアー2014」を開催。

2015年
- 03月11日 - 3rdEP「モラトリアムスパイラル」、1stDVD「僕らのジブンセンキ ワンマンツアー2014 Final」をリリース。
- 03月22日～04月12日 - 初の5大都市(仙台・福岡・大阪・名古屋・東京)ワンマンツアー「春のモラトリアムまつり」を開催。
- 08月02日 - ライブ会場限定シングル「エヴリ/水曜日の出来事」を生産枚数限定で発売。8月30日完売。
- 08月14日 - 3rdミニアルバム『Wake me up!』の全曲を収録順に演奏する「Suck a 予習 Dry」と題したアルバム再現ライブを開催。
- 09月09日 - 3rdミニアルバム『Wake me up!』をリリース。ジャケット写真とリード曲「ウェイクミーアップ」のミュージックビデオに俳優の温水洋一を起用し話題となる。
- 10月16日～11月21日 - ワンマンでは初となる札幌・新潟を含む7ヶ所でワンマンツアー「夢中でがんばれない君へエールを」開催。
  - 10月16日 - 東日本エリアのツアー会場限定シングル「Focus on my heart/遺失物取扱所」販売開始。(11月23日 甲府公演で販売終了)
  - 10月25日 - 西日本エリアのツアー会場限定シングル「インナーワールド/遺失物取扱所」販売開始。(11月25日 金沢公演で販売終了)
- 11月23日～11月25日 - 対バン形式のリリースツアー「夢中でがんばれない君へエールを」開催。

2016年
- 01月16日 - 約3年ぶりの自主企画イベント「Stew Party vol.1」開催。
- 05月18日 - 初ライブから丸6年となることを記念したワンマンライブ 「Ningen/Asobi to N/A ～Suck a Stew Dry 6th Anniversary～」を初めてワンマンライブを行った渋谷club乙で開催。1stミニアルバム『人間遊び』とリリース前の2ndフルアルバム『N/A』の全曲を収録順に演奏した。
- 05月25日 - 2ndフルアルバム『N/A』リリース。リード曲「GOEMON」のコーラスにチリヌルヲワカのユウ(ex.GO!GO!7188)が参加。
- 06月01日～07月08日 - ワンマンでは初となる広島を含む8ヶ所を回るワンマンツアー「N/A ～Ninja Action Tour～」を開催。
- 07月05日 - 「ヒーローになれずに」(2ndフルアルバム『N/A』収録)とSFコメディ映画「レーザーチーム 俺たち史上最弱のエイリアン・バスターズ！（英語版）」[13]とのコラボMV公開。8月10日には、新宿シネマカリテで映画の上映後に行われたトークイベントに参加。
- 8月11日 - ギター・フセタツアキが並行して活動してきたバンド、ヨルニトケルの活動に専念することを理由に同時に発表された東名阪対バンツアー「遺失物取扱所」を以って脱退することを発表。[14]
- 11月15～12月6日 - 東名阪対バンツアー「遺失物取扱所」開催。
- 12月7日 - 東名阪対バンツアーの追加公演ワンマンライブ「遺失物取扱所:Another End」開催。この日を以って、ギター・コーラスのフセタツアキが脱退。
- 12月8日 - 活動休止を発表。[15]

ミュージックビデオ
| 監督            | 曲名                                         |
| --------------- | -------------------------------------------- |
| イチ(traveloqu) | 「二時二分」「Normalism」                    |
| 小嶋貴之        | 「傘」                                       |
| 近藤寛史        | 「世界に一人ぼっち」                         |
| 加藤マニ        | 「カラフル」                                 |
| 瀬里義治        | 「僕らの自分戦争」「モラトリアムスパイラル」 |
| 山岸聖太        | 「ウェイクミーアップ」                       |
| 新保拓人        | 「GOEMON」                                   |
| 県信用金子      | 「トロイメライ」                             |

| 作画・アニメーション制作 | 曲名             |
| ------------------------ | ---------------- |
| フクザワ                 | 「遺失物取扱所」 |

コラボミュージックビデオ
- 「ヒーローになれずに」

3DCGアニメ「RWBY」で知られるアメリカのCGプロダクション「Rooster Teeth Productions」が初めて実写長編作品に挑んだSFコメディ映画とのコラボミュージックビデオ。
ディスコグラフィー
EP/シングル
ミニアルバム
アルバム
ライブ会場限定シングル
ツアー会場限定シングル
レンタル限定CD
Demo
DVD
参加作品
主なライブ